# Albert Ramassamy
Albert Ramassamy (13 de noviembre de 1923 – 2 de noviembre de 2018) fue un político francés.

## Biografía
Nacido en la isla de la Reunión, ubicada en el océano Índico, en el seno de una familia de indios malbares que llegaron a la isla procedentes de la India. Siendo profesor, Ramassamy fue elegido Senador en 1983 representando a la región de Reunión. Fue reelegido en 1992 después de servir en la Comisión de Leyes Constitucionales, Legislación, Sufragio Universal, Reglamentos y Administración General.[cita requerida]
A banda de la política, Ramassamy escribió tres libros: La Réunion : décolonisation et intégration (1987), La Réunion face à l'avenir (1973) y La Réunion : les problèmes posés par l'intégration (1973)